# Rush Rally
Rush Rally es un videojuego de carreras desarrollado y publicado por Brownmonster Limited para Android e iOS. Fue lanzado el 13 de julio de 2014 para Android y el 19 de marzo de 2015 para iOS. Es la primera entrega de la serie Rush Rally.

## Jugabilidad
Rush Rally es juego de carreras de arriba hacia abajo en el que se corre en pistas con diferentes tipos de superficies, clima y condiciones de visibilidad, lo cual puede afectar el manejo del vehículo.
La campaña se centra en viajar por el mundo. Cuando se completan las etapas de contrarreloj y se pasa al siguiente país. Cuenta con cuatro modos de juego: Road Works, Skill Gates, Turbos y Coin Collect.
Se puede competir con el fantasma del jugador o conectarse con amigos de Facebook para descargar sus "fantasmas" en la pista.

## Recepción
Alysia Judge de Pocket Gamer escribió: "Un juego de carreras de arriba hacia abajo encantadoramente divertido que te invita a perfeccionar tus tiempos de vuelta, pero no tiene suficiente para mantener enganchados a los amantes de la gasolina".